# Nick Thometz
Keith James Thometz –conocido como Nick Thometz– (Mineápolis, 16 de septiembre de 1963) es un deportista estadounidense que compitió en patinaje de velocidad sobre hielo.
Ganó una medalla ed plata en el Campeonato Mundial de Patinaje de Velocidad sobre Hielo en Distancia Corta de 1987. Participó en tres Juegos Olímpicos de Invierno, entre los años 1984 y 1992, ocupando el cuarto lugar en Sarajevo 1984 (1000 m) y el octavo en Calgary 1988 (500 m).

## Palmarés internacional
| Campeonato Mundial en Distancia Corta | Campeonato Mundial en Distancia Corta | Campeonato Mundial en Distancia Corta | Campeonato Mundial en Distancia Corta |
| Año                                   | Lugar                                 | Medalla                               | Prueba                                |
| ------------------------------------- | ------------------------------------- | ------------------------------------- | ------------------------------------- |
| 1987                                  | Sainte-Foy (Canadá)                   | Medalla de plata                      | Clasificación general                 |